# Talbot Samba
Talbot Samba – subkompaktowy samochód osobowy produkowany przez francuską firmę Talbot w latach 1981–1986. 

## Historia i opis modelu
Następca modelu Sunbeam, pod względem konstrukcyjnym Talbot Samba oparty był na Peugeocie 104. Do napędu używano silników R4 o pojemnościach: 1,0, 1,1, 1,2 oraz 1,4 litra. Moc przenoszona była na oś przednią poprzez 4- lub 5-biegową ręczną skrzynię biegów. Był to ostatni nowy model Talbota. Produkcję modelu zakończono w roku 1986, z taśm produkcyjnych zjechało 270 555 egzemplarzy Samby. Wersja 1.1 GL była przez krótki czas najekonomiczniejszym samochodem sprzedawanym w Europie: zużywała średnio 4,4 litra benzyny na każde przejechane 100 km.
Początkowo model dostępny był jako 3-drzwiowy hatchback, następnie wprowadzono do produkcji wersję cabrio. Była to w tym czasie jedyna tego typu konstrukcja oparta na samochodzie segmentu B. Montażem nadwozi zajmowała się Pininfarina, łącznie powstało 13 062 wersji bez twardego dachu.
Po sukcesie rajdowych wersji Simki 1000 oraz Talbota Sunbeam Lotus, koncern PSA zdecydował się na uruchomienie produkcji modelu Samba Rallye. Do jego napędu użyto silnika R4 XW o pojemności 1,2 litra. Rozwijał on moc maksymalną 91 koni mechanicznych (66 kW) przy 5400 obr./min, co pozwalało na osiągnięcie prędkości maksymalnej 175 km/h. Samochód dostępny był w dwóch kolorach nadwozia, białym lub czerwonym. Dodatkowo na masce umieszczono wlot powietrza. Powstała także wersja przygotowana z myślą o Grupie B, otrzymała ona nazwę Peugeot Talbot Sport Samba Rallye. Był to poprzednik Peugeota 205 T16.

## Dane techniczne
| Wersja     | Silnik:                                         | Układ zasilania: | Śr. × skok tłoka:   | Stopień sprężania: | Moc maks:                          | Maks. moment obrotowy      | V-max:   |
| ---------- | ----------------------------------------------- | ---------------- | ------------------- | ------------------ | ---------------------------------- | -------------------------- | -------- |
| 1.0        | R4 1,0 l (954 cm³), 2 zawory na cylinder, SOHC  | gaźnik           | 70,00 mm × 62,00 mm | 8,8:1              | 46 KM (33,6 kW) przy 6000 obr./min | 64 N•m przy 3000 obr./min  | 135 km/h |
| 1.1 LS     | R4 1,1 l (1124 cm³), 2 zawory na cylinder, SOHC | gaźnik           | 72,00 mm × 69,00 mm | 9,7:1              | 51 KM (37,3 kW) przy 4800 obr./min | 83 N•m przy 2800 obr./min  | 143 km/h |
| 1.2 Rallye | R4 1,2 l (1219 cm³), 2 zawory na cylinder, SOHC | gaźnik           | 75,00 mm × 69,00 mm | 9,7:1              | 91 KM (67,1 kW) przy 6700 obr./min | 102 N•m przy 5400 obr./min | 175 km/h |
| 1.4 72 CV  | R4 1,4 l (1360 cm³), 2 zawory na cylinder, SOHC | gaźnik           | 75,00 mm × 77,00 mm | 9,3:1              | 73 KM (53,7 kW) przy 6000 obr./min | 107 N•m przy 3000 obr./min | 159 km/h |
| 1.4 GLS    | R4 1,4 l (1360 cm³), 2 zawory na cylinder, SOHC | gaźnik           | 75,00 mm × 77,00 mm | 9,3:1              | 81 KM (59,7 kW) przy 5800 obr./min | 109 N•m przy 2800 obr./min | 167 km/h |

## Galeria

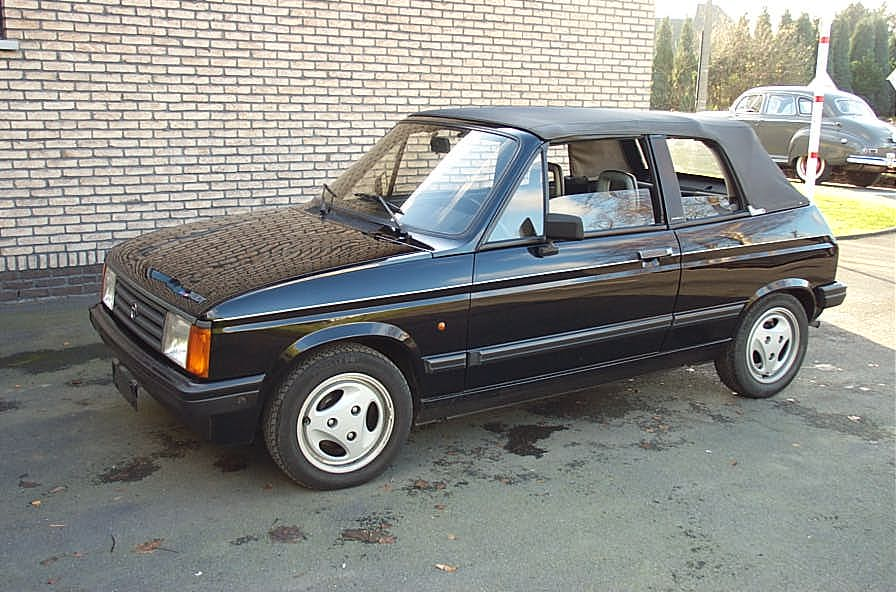
'84 Talbot Samba kabriolet
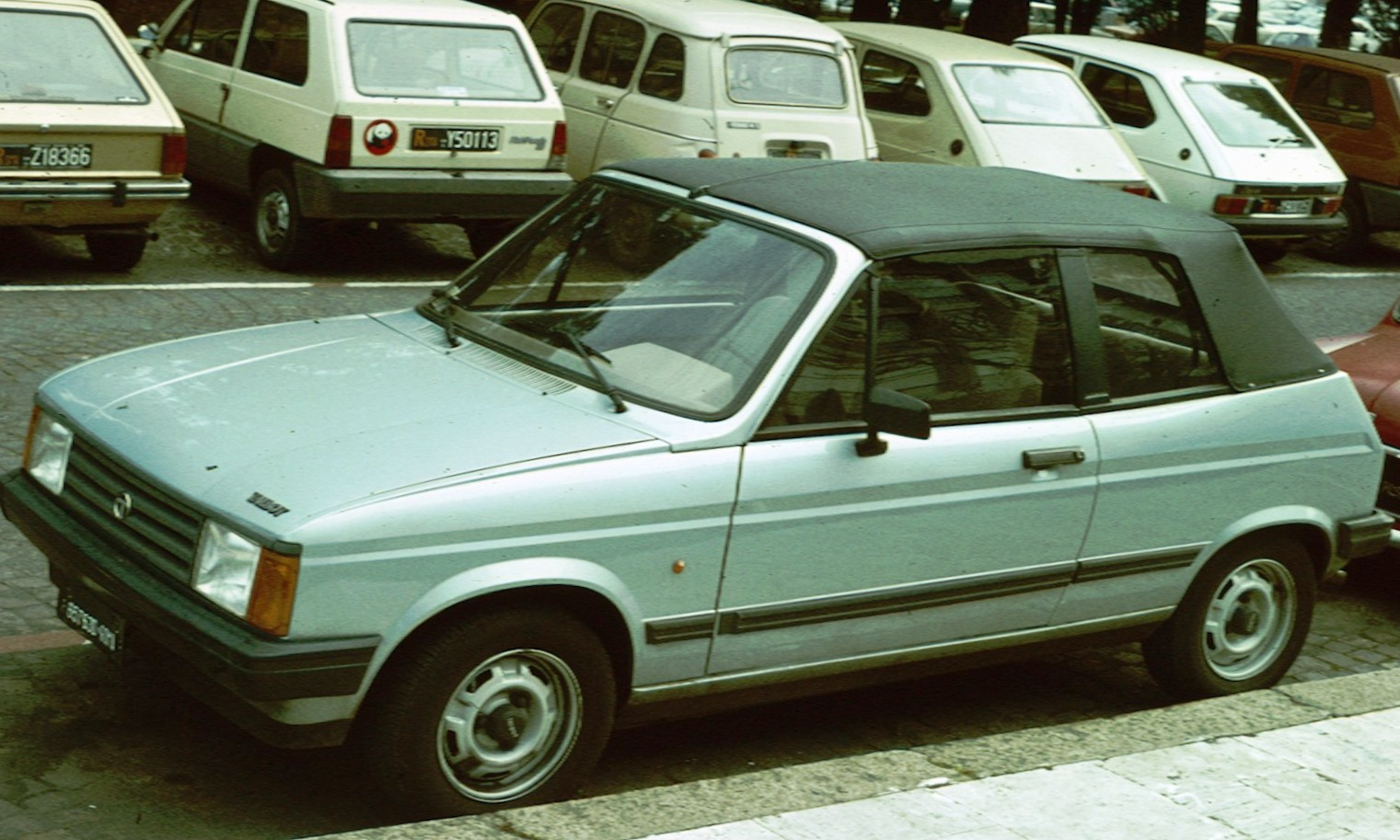
Talbot Samba w wersji kabriolet
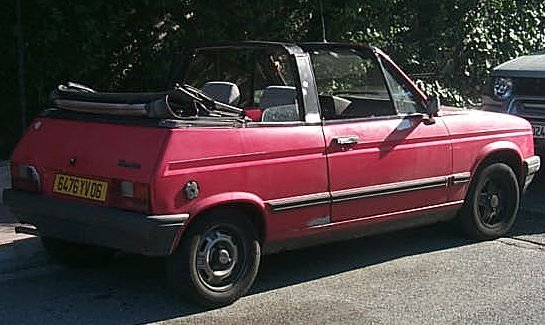
Talbot Samba w wersji kabriolet – tył pojazdu
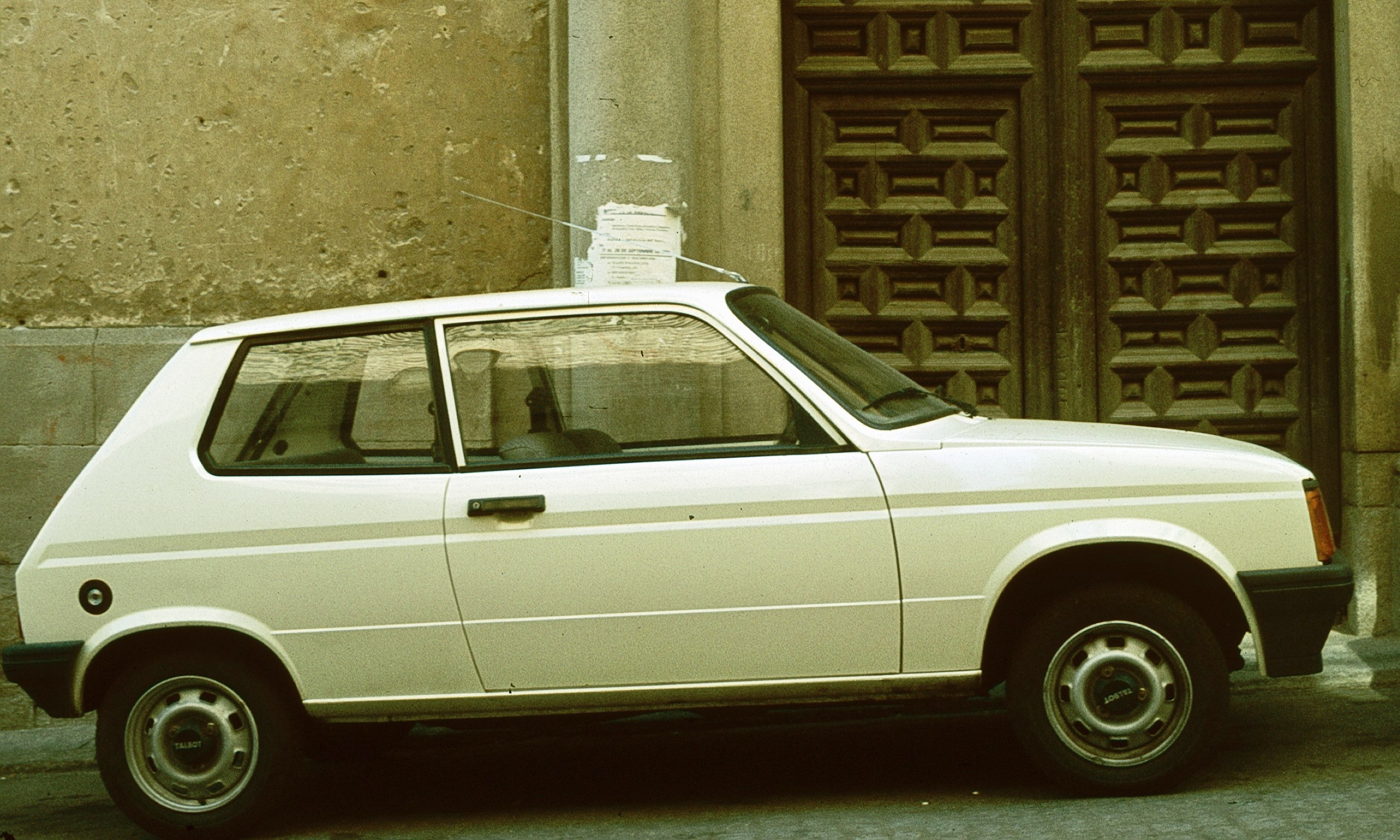
Talbot Samba – bok pojazdu